# Greg Land
Greg Land es un dibujante de cómics nacido en Indiana en 1963, conocido por sus trabajos en X-Men, Birds of Prey y Los Cuatro Fantásticos.

## Carrera
El primer trabajo de Greg Land fue con una editorial independiente como el artista de StormQuest. Después de eso, fue contratado por DC Comics en 1999 para terminar las portadas de Birds of Prey, basándose en los bocetos de Brian Stelfreeze. También realizó trabajos en Nightwing .
Más tarde, Greg Land comenzó a trabajar en CrossGen Comics, en una serie llamada Sojourn. La serie duró desde julio de 2001 hasta mayo de 2004, con un total de 34 números.
Después de que CrossGen cerrara, Greg Land pasó a trabajar en Marvel Comics, donde realizó las portadas de varias series. Esto le llevó a una colaboración con el escritor Greg Pak como el artista principal de  La canción final del Fénix. A continuación, Greg Land se convirtió en el dibujante de Ultimate Fantastic Four. Fue el artista de un cruce entre los universos de Marvel Escuadrón supremo y Ultimate, titulado Ultimate Power, que fue escrito por Brian Michael Bendis, J. Michael Straczynski y Jeph Loeb. Luego hizo las portadas de Marvel Zombies 3, que eran homenajes a carteles de películas de zombis famosas.
En 2008 Greg Land ilustra Uncanny X-Men, número 500. Desde ese momentos ilustra varios números y arcos en diversos cómics relacionados con los mutantes.

## Recepción de la crítica
Aunque el uso de fotografías de referencia es algo habitual en el arte del cómic, Greg Land ha sido acusado de abusar de ello así como de reutilizar su trabajo.
Adquirió mala reputación al usar fotografías, algunas pornográficas, copiarlas y alterarlas en las páginas de Ultimate Fantastic Four y Ultimate Power. Reconoció emplear fotos de referencia, en gran medida, y que utiliza la pornografía como una fuente, pero niega que la medida en la que lo hace sea cuestionable. Esto hizo que fuera incluido en la lista "21 artistas que cambiaron los cómics de gran difusión (para bien o para mal)" del portal The A.V. Club.
Al comentar el trabajo de Greg Land en Uncanny X-Men #510, Brian Cronin de Comic Book Resources comentó que "tiene posiblemente el arte más perjudicial para una historia que yo he visto en un cómic", añadiendo que la limitada galería de poses y el uso de los mismos modelos para varios personajes "dan como resultado un terrible arte y particularmente una terrible narración". También se burló de su uso limitado en las expresiones faciales de The Thing.

### DC
- Action Comics  # 743 (1998)
- Birds of Prey  # 1-6, 8-10 (lápices completo); # 13 (junto con Patrick Zircher) (1999-2000)
- La liga de la justicia, vol. 3, # 15 (junto con Howard Porter) (1998)
- Nuevos Titanes  Annual # 11 (1995)
- Nightwing  # 41-43, 45-46, 48-50, 52, 54-56, Annual # 1 (2000-2001)
- Nightwing / Huntress, miniserie, #1-4 (1998)
- Supergirl, vol. 3, # 11-12, Annual 2 (1997)

### Marvel
- Avenging Spider-Man  # 4 (2012)
- Free Comic Book Day X-Men: Pixies and Demons (2008)
- Iron Man , vol. 5, # 1.9 (2013)
- Los Poderosos Vengadores, vol. 2 # 1-4 (2013-2014)
- Ultimate Fantastic Four  # 21-32 (2005-2006)
- Ultimate Power , miniserie, # 1-9 (2006-2008)
- Uncanny X-Men  # 500-503, 508-511, 515-517, 520-521, 530-531, 540-542 (2008 a 2011)
- Uncanny X-Men , vol. 2, # 6-8, 11-12 (2012)
- La canción final del Fénix, miniserie, # 1.5 (2005)
- X-Men Unlimited # 13 (1996)
- X-Men: Legacy  # 235-237 (2010)

### Otras editoriales
- StormQuest  # 1 (1994) (calibre Press)
- Sojourn  # 1-33 (2001-2004) (CrossGen)